# Musée des Amériques
Il Musée des Amériques, precedentemente conosciuto come Musée des Jacobins, è un museo francese sito nell'antico convento dei Giacobini della città di Auch, capoluogo del dipartimento del Gers. Si trova nella città vecchia tra la riva del fiume e la Cathédrale Sainte-Marie.
Le sue strutture ospitano la seconda più grande collezione di arte precolombiana della Francia dopo il musée du quai Branly di Parigi, con il quale ha collaborato per molti anni. Il parco del museo è un giardino alla francese di 1600 m² realizzato con piante portate dalle Americhe dai Conquistadores.

## Storia
È stato fondato il 16 dicembre 1793 ed è uno dei più antichi musei francesi, che ospita oltre 20 000 reperti, tra cui 8 000 opere precolombiane. L'edificio che lo ospita, noto come des Jacobins, è stato classificato come monumento storico ed è stato originariamente costruito come convento dei Giacobini nel XV secolo. Il museo vi si è trasferito nel 1979 dopo un grande progetto di restauro.

## Collezioni
Le collezioni del museo sono organizzate in sei sezioni:
- Archeologia precolombiana (la 2ª collezione pubblica più grande di Francia)
- Arte sacra latinoamericana
- Antichità

Antichità egiziane
Archeologia locale (antichità gallo-romane)
- Arte medievale (sculture policrome della Vergine e del Bambino)
- Arte decorativa e mobili (terracotte, mobili, strumenti musicali)
- Arte e tradizioni popolari della Guascogna (costumi tradizionali)
- Belle arti: dipinti e sculture dal XVII al XX secolo (Jacob et Jean-Baptiste Smets, Gabriel Lettu, Antonin Carlès, Jean-Louis Rouméguère, Mario Cavaglieri)

### Opere principali
- Statua dell'imperatore Traiano, risalente al I secolo, trovata vicino a Roma nel XVIII secolo, dalla collezione Borghese.
- La Messe de saint Grégoire: il più antico dipinto coloniale di piume del mondo. Datato 1539, questo dipinto, che rappresenta la Messa di san Gregorio, è stato realizzato in mosaico di piume secondo una tecnica precolombiana. È stato presentato a Parigi, dal 18 marzo 2008 al 19 luglio 2009, nell'ambito della mostra Planète Métisse al musée du quai Branly.[3]
- Busto in marmo di Luigi XVI attribuito a Jean-Antoine Houdon e classificato come Monumento Storico[4].

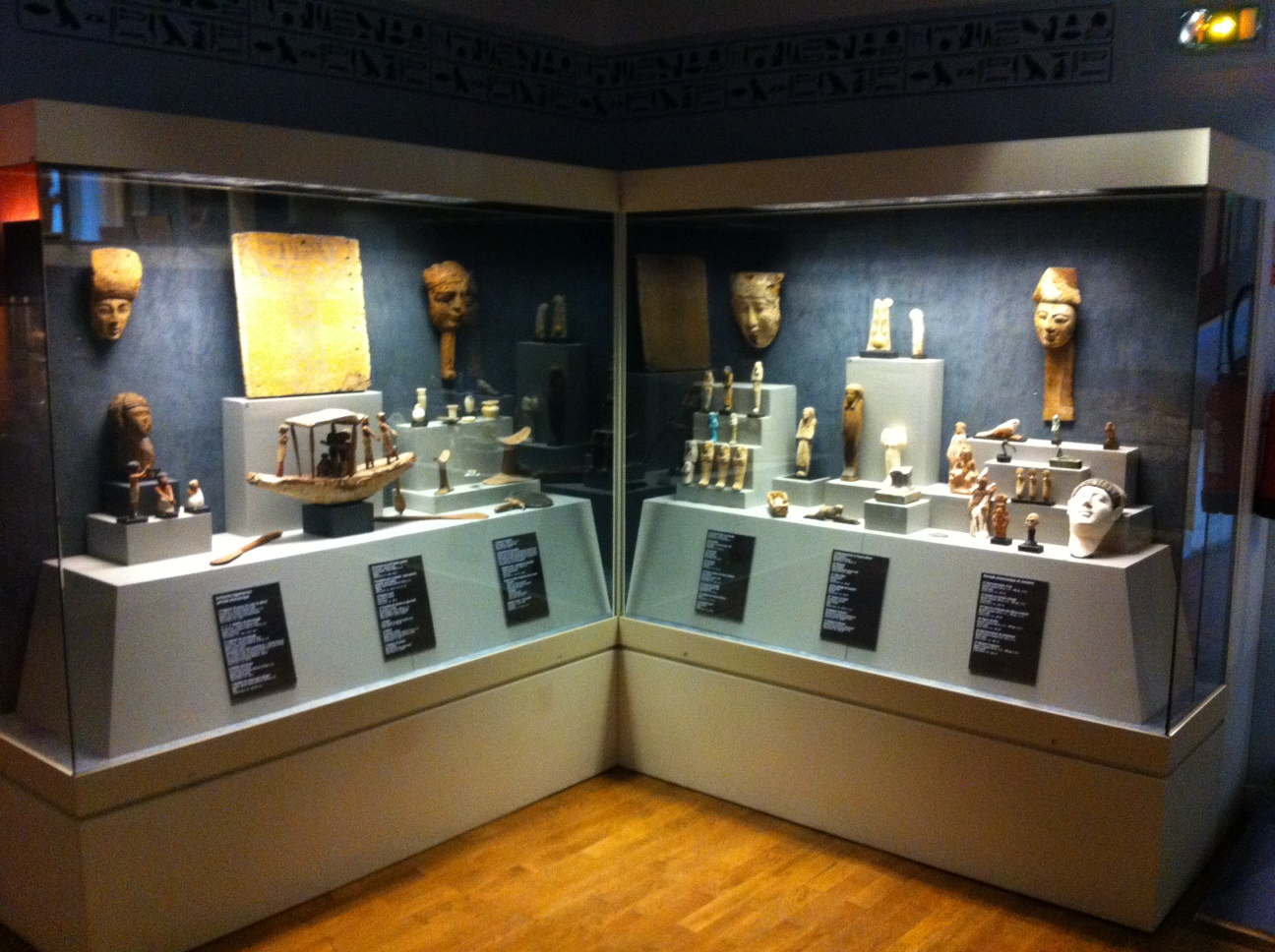
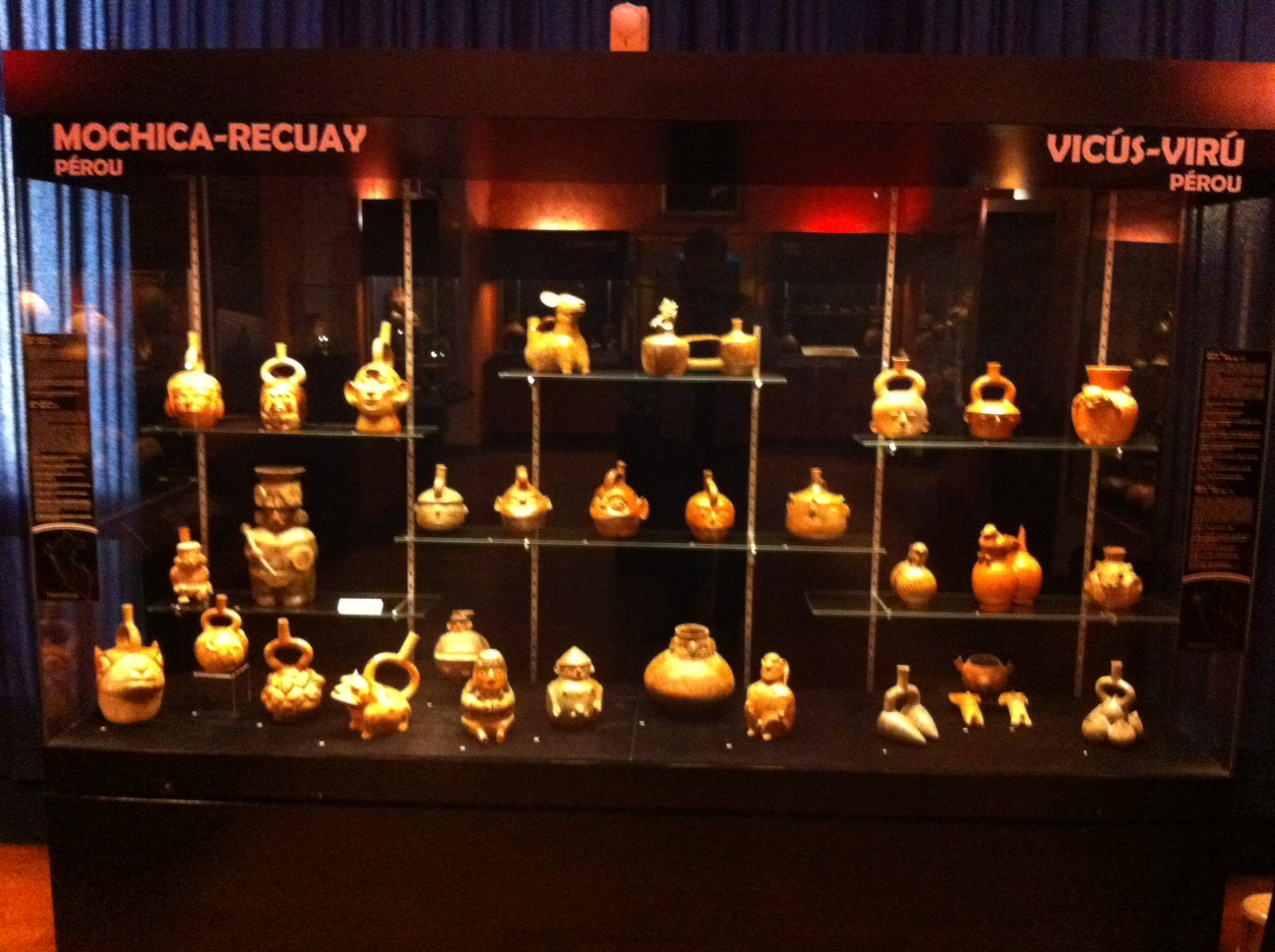
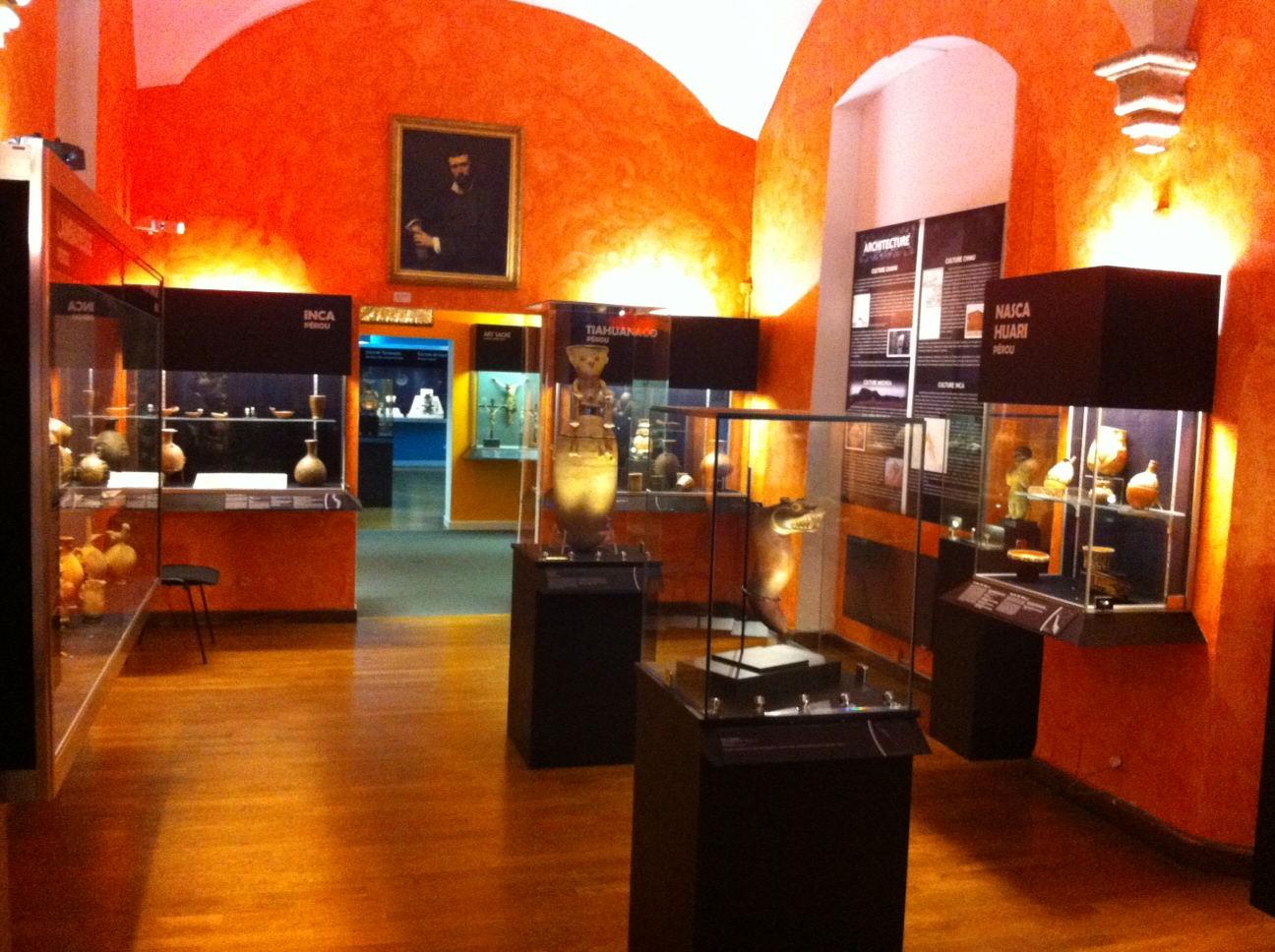
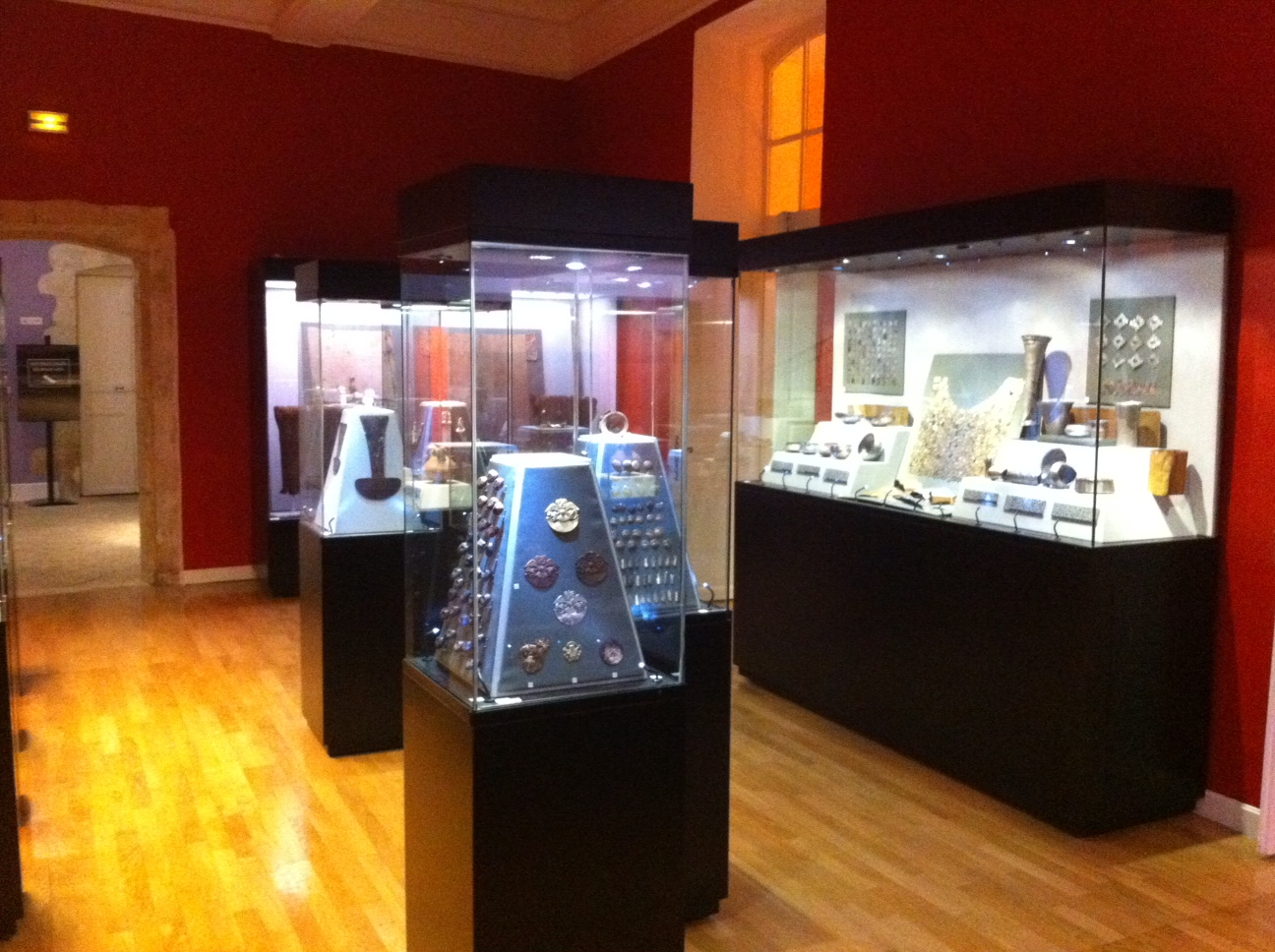